# Băbeni
Băbeni este un oraș în județul Vâlcea, Oltenia, România, format din localitatea componentă Băbeni (reședința), și din satele Bonciu, Capu Dealului, Pădurețu, Români, Tătărani și Valea Mare. Se află la circa 20 km sud de reședința județului, municipiul Râmnicu Vâlcea, și 30 km nord de municipiul Drăgășani, pe partea dreaptă a râului Olt.
Comuna Băbeni a devenit oraș prin legea nr. 429 din 27 iunie 2002. De aceeași localitate mai aparțin și satele Pădurețu, Români, Capu Dealului, Tătărani, Bonciu și Valea Mare. Este o veche localitate cunoscută ca reședință de plasă, apoi de raion, localitate cu oameni cu diferite preocupări cum sunt creșterea vitelor, oierit, agricultura, prelucrarea lemnului adus cu trenul de linie îngustă din munți, extracția petrolului.
Paralela 45 nord trece la câțiva km nord de oraș.

## Demografie
Componența etnică a orașului Băbeni
     Români (83,54%)
     Romi (3,69%)
     Alte etnii (0,04%)
     Necunoscută (12,73%)
Componența confesională a orașului Băbeni
     Ortodocși (86%)
     Alte religii (0,5%)
     Necunoscută (13,5%)
Conform recensământului efectuat în 2021, populația orașului Băbeni se ridică la 7.570 de locuitori, în scădere față de recensământul anterior din 2011, când fuseseră înregistrați 8.451 de locuitori. Majoritatea locuitorilor sunt români (83,54%), cu o minoritate de romi (3,69%), iar pentru 12,73% nu se cunoaște apartenența etnică. Din punct de vedere confesional, majoritatea locuitorilor sunt ortodocși (86%), iar pentru 13,5% nu se cunoaște apartenența confesională.

## Politică și administrație
Orașul Băbeni este administrat de un primar și un consiliu local compus din 15 consilieri. Primarul, Ștefan Bîzîc[*], de la Partidul Național Liberal, este în funcție din 1 noiembrie 2024. Începând cu alegerile locale din 2024, consiliul local are următoarea componență pe partide politice:
|  | Partid                          | Consilieri | Componența Consiliului | Componența Consiliului | Componența Consiliului | Componența Consiliului | Componența Consiliului | Componența Consiliului | Componența Consiliului |
|  | ------------------------------- | ---------- | ---------------------- | ---------------------- | ---------------------- | ---------------------- | ---------------------- | ---------------------- | ---------------------- |
|  | Partidul Național Liberal       | 7          |                        |                        |                        |                        |                        |                        |                        |
|  | Partidul Social Democrat        | 4          |                        |                        |                        |                        |                        |                        |                        |
|  | Alianța pentru Unirea Românilor | 3          |                        |                        |                        |                        |                        |                        |                        |
|  | Uniunea Salvați România         | 1          |                        |                        |                        |                        |                        |                        |                        |

## Personalități născute aici
- Ada Orleanu (1916 - 1990), inginer silvic, scriitoare;
- Ioan Gavra (n. 1950), om politic;
- Radu Bîrzan (n. 1999), fotbalist.

## Vezi și
- Biserica de lemn din Băbeni
- Biserica de lemn din Capu Dealului
- Valea Oltului Inferior (arie de protecție specială avifaunistică)

## Imagini

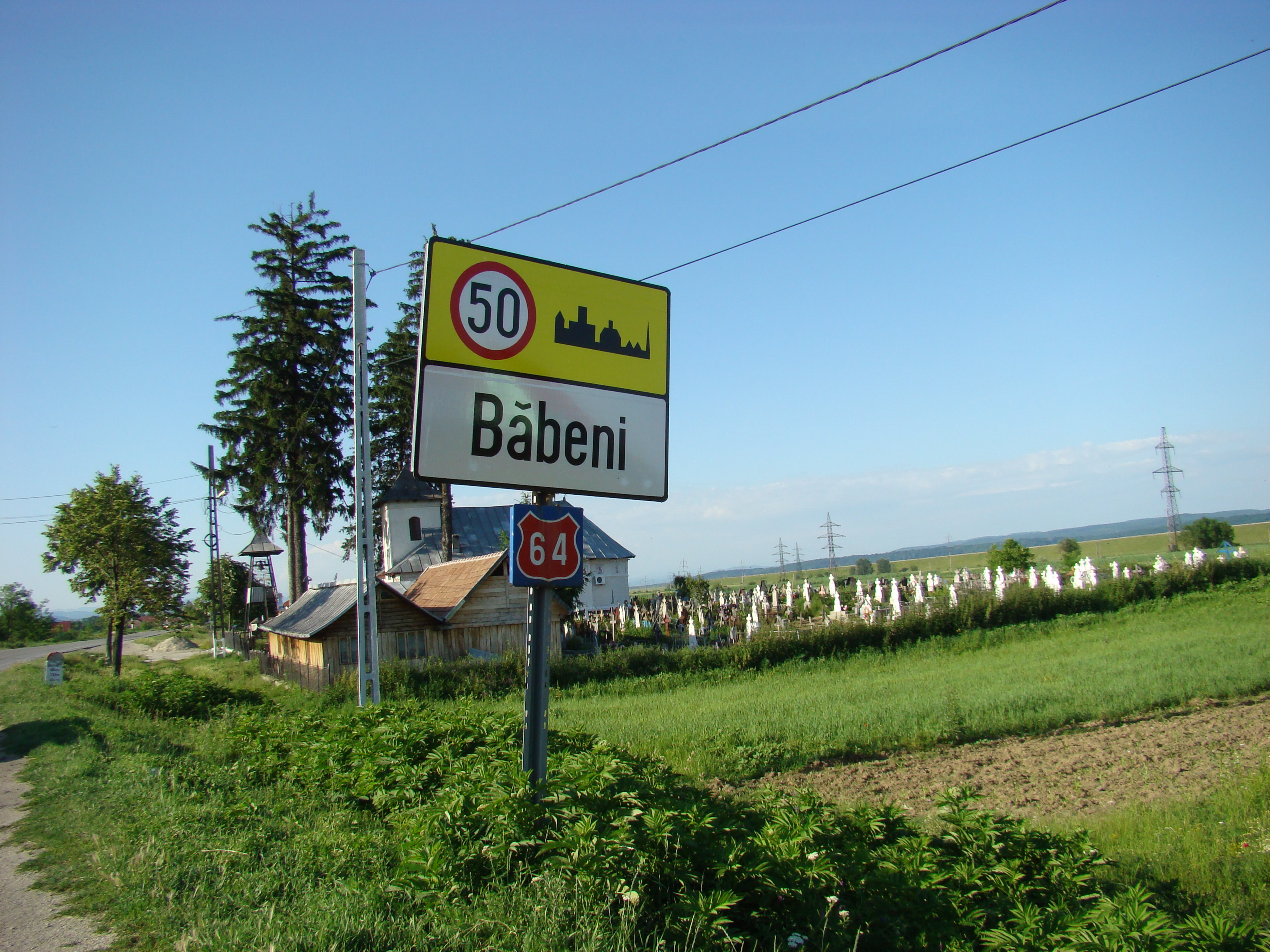
Intrarea în oraș
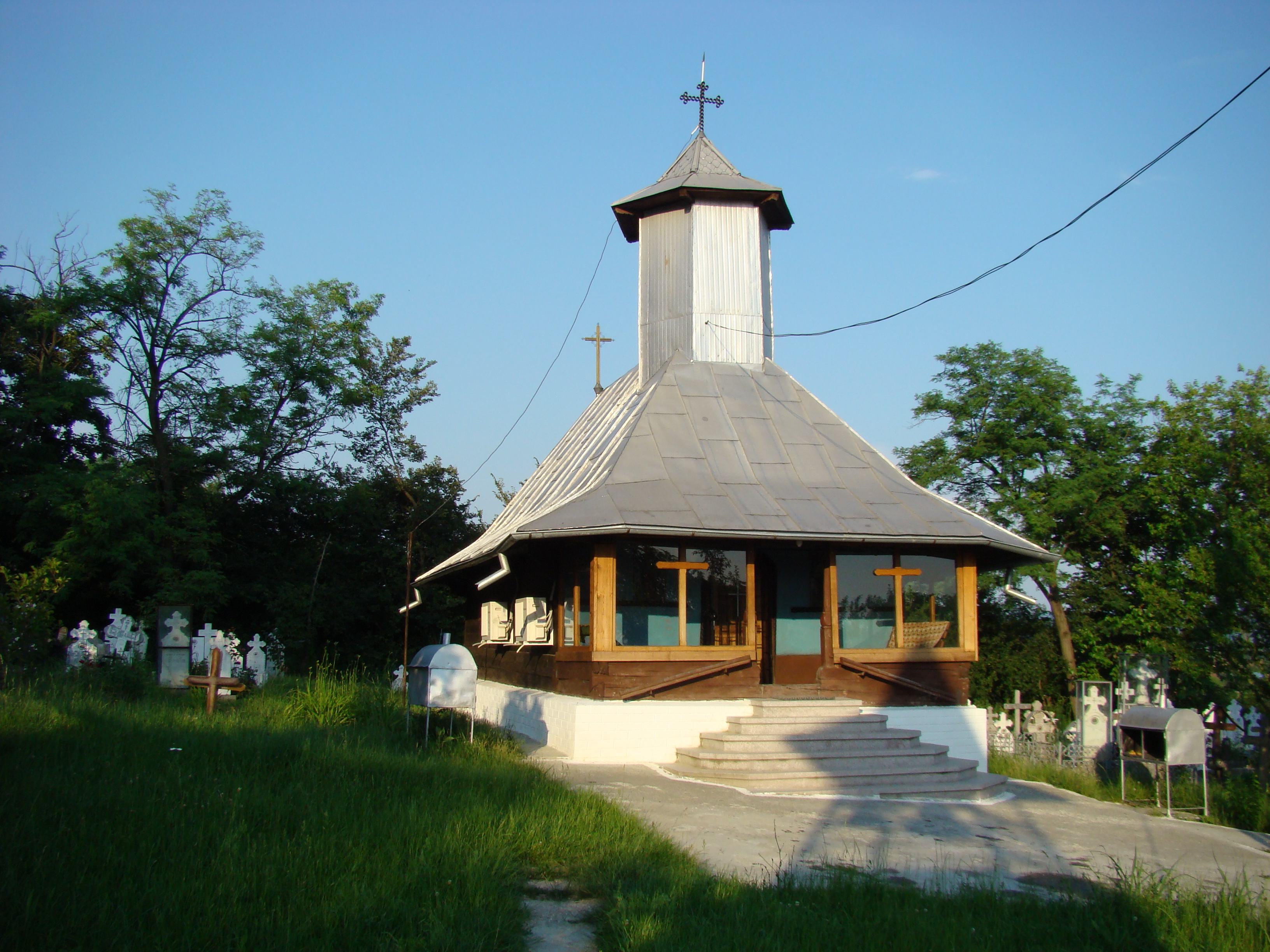
Biserica de lemn din Capu Dealului, monument istoric
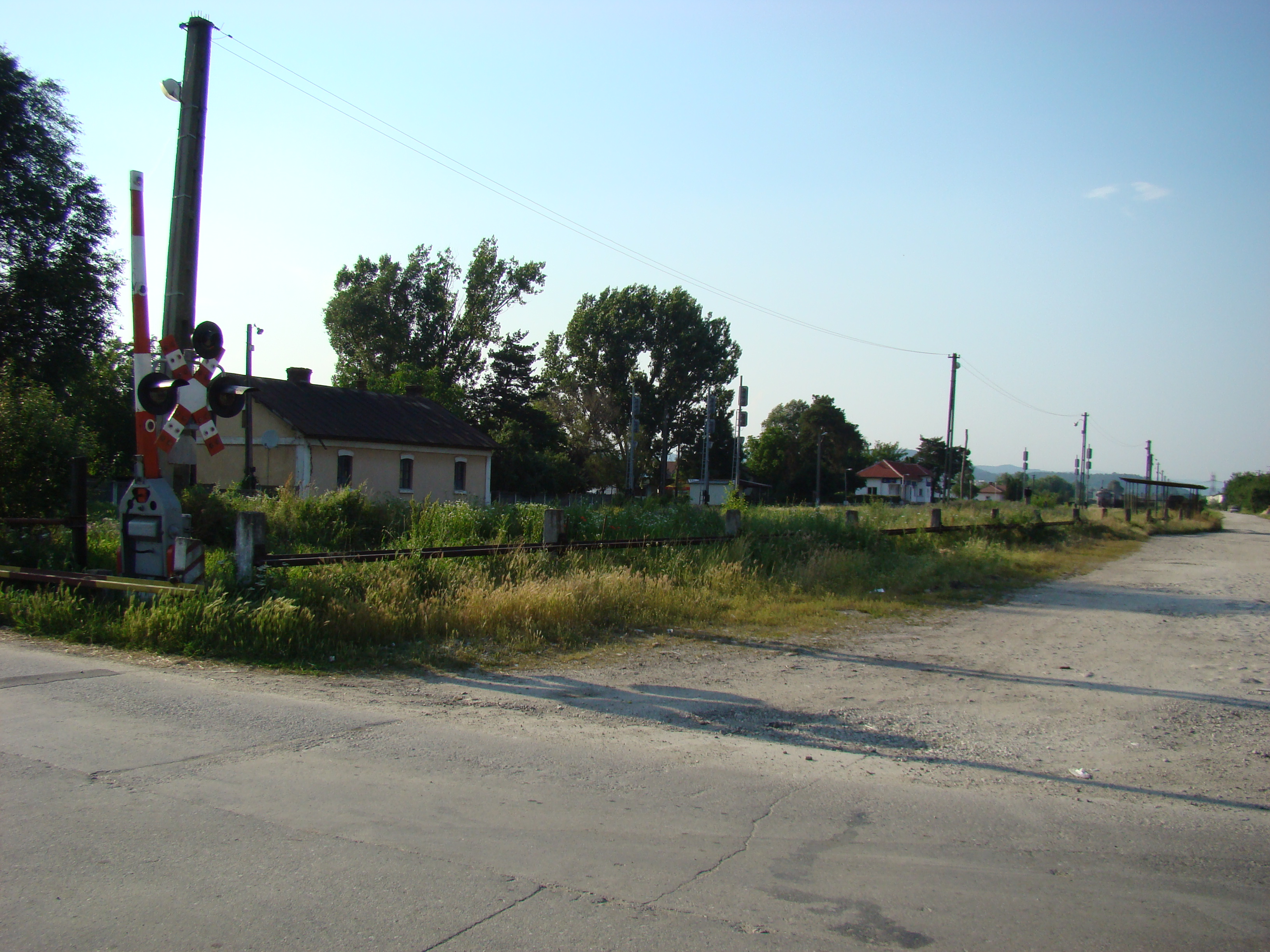
Gara
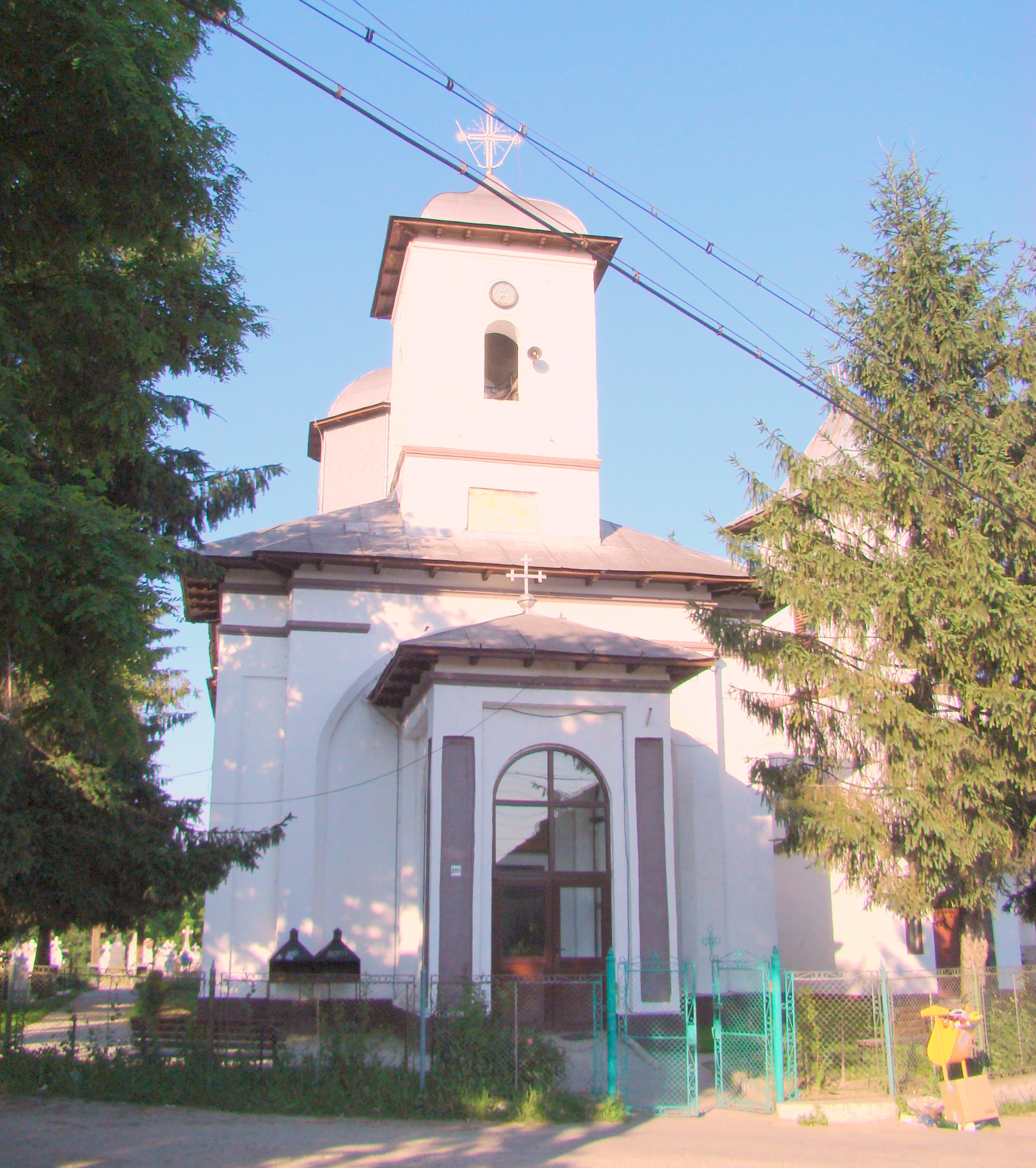
Biserica nouă
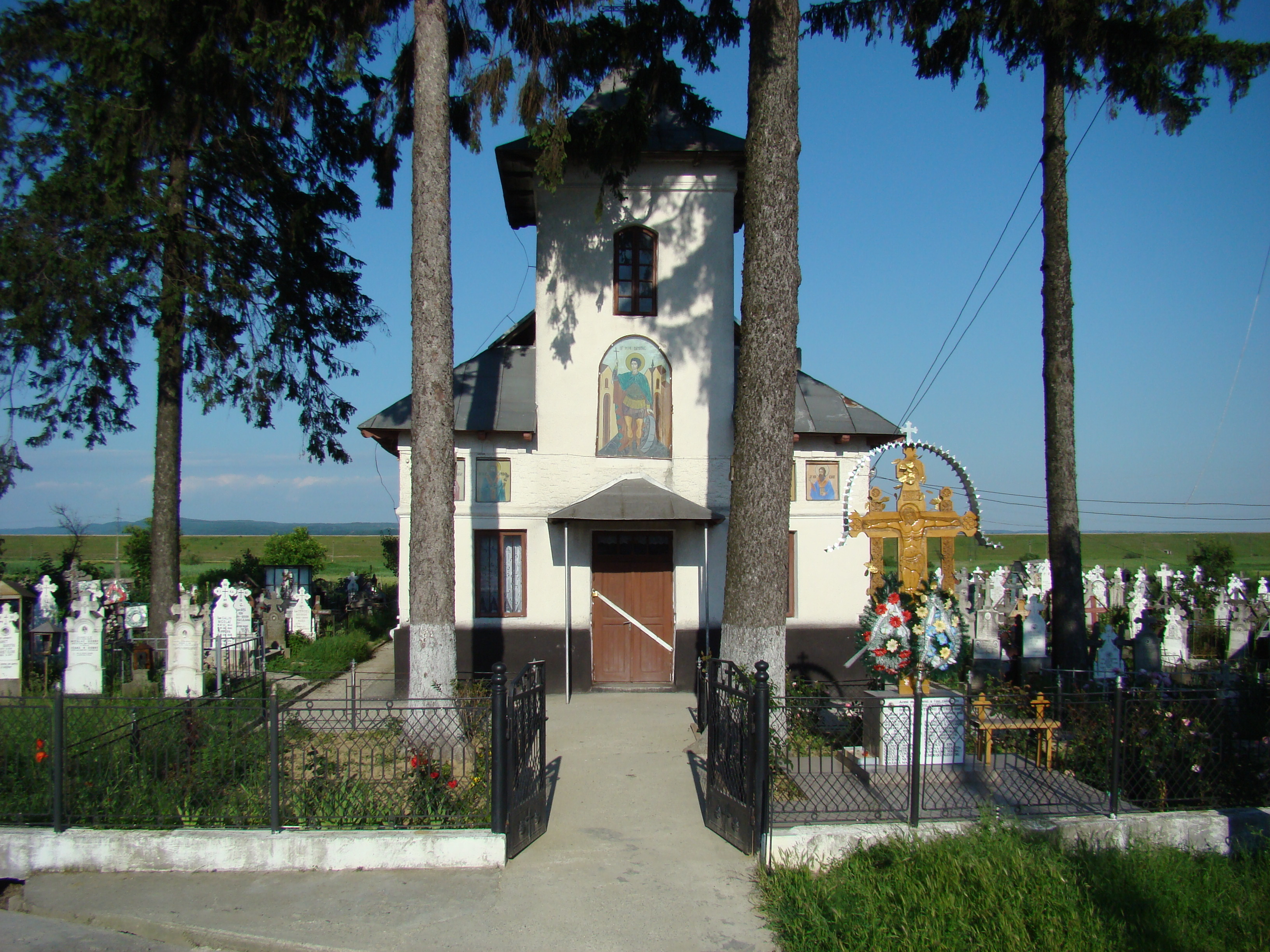
Biserica „Sfântul Dumitru”, monument istoric